# Zandobbio

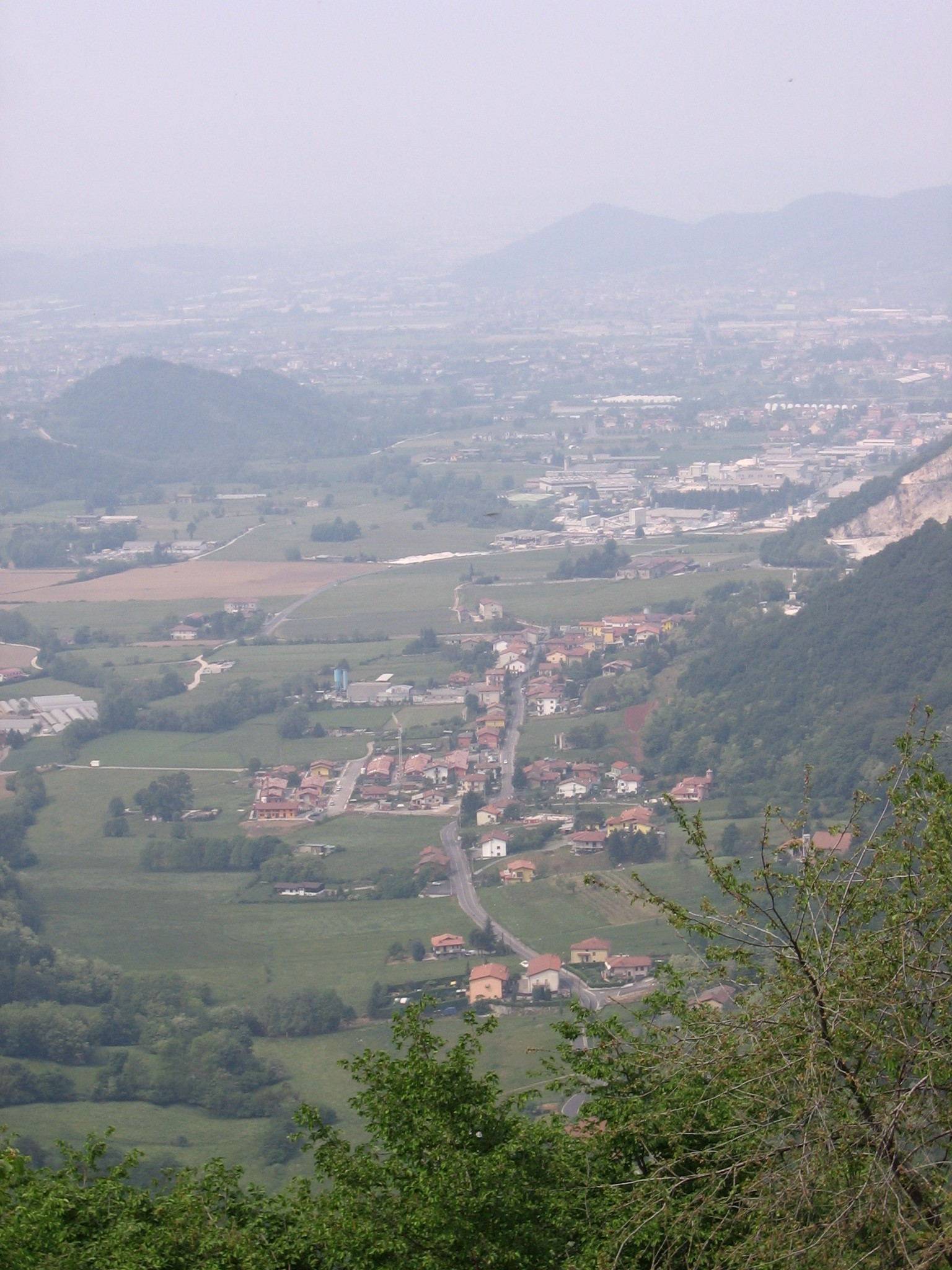
Panorama von Zandobbio

Zandobbio ist eine norditalienische Gemeinde (comune) mit 2690 Einwohnern (Stand 31. Dezember 2023) in der Provinz Bergamo in der Lombardei. Die Gemeinde liegt am linken Ufer des Cherio im Val Cavallina etwa 17 Kilometer von der Provinzhauptstadt Bergamo entfernt.
Von besonderer architektonischer Bedeutung ist die Kirche, die dem Heiligen Georg als Namensgeber gewidmet ist. Die ältesten Teile des Bauwerks stammen aus dem 10. und 11. Jahrhundert.

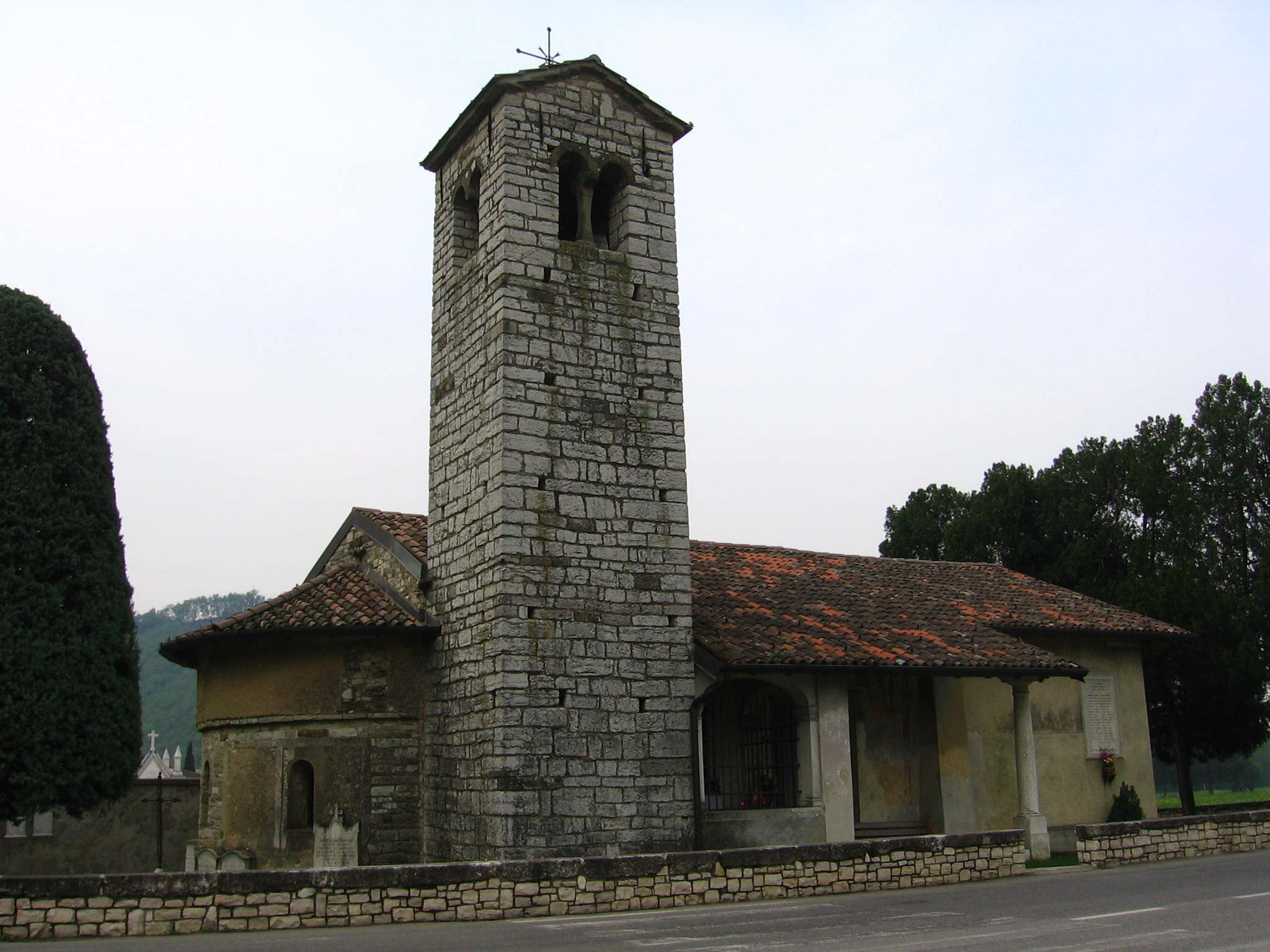
chiesa di San Giorgio